# Marcelo Süller
Marcelo Hugo Süller (ur. 29 października 1971 w Buenos Aires) – argentyński piłkarz występujący na pozycji pomocnika lub napastnika, prezenter telewizyjny.

## Kariera klubowa
Süller grę w piłkę nożną rozpoczął w amatorskim klubie CSD Parque z Buenos Aires. Następnie przez krótki okres szkolił się w akademii AA Argentinos Juniors, skąd przeniósł się do CA All Boys.
W 1988 roku rozpoczął występy w zespole seniorów CA All Boys, z którym grał przez 3 kolejne lata w Primera B Metropolitana. W rundzie wiosennej sezonu 1989/90 zerwał więzadła krzyżowe w prawym kolanie, przez musiał przejść ośmiomiesięczną rekonwalescencję. Wskutek tego nie mógł wystąpić w barażach o awans do Primera Nacional, w których CA All Boys ulegli w finale Deportivo Laferrere.
W połowie 1991 roku Süller odbył testy w Wiśle Kraków, jednak sztab szkoleniowy nie zdecydował się go zatrudnić. Wkrótce po tym został wypożyczony na rok do Igloopolu Dębica prowadzonego przez Jerzego Jastrzębowskiego. W rundzie jesiennej sezonu 1991/92 rozegrał on łącznie w I lidze 5 spotkań, nie zdobył żadnej bramki. Na początku 1992 roku samowolnie opuścił klub i wyjechał do Argentyny.
Po powrocie do CA All Boys Süller przez 4 miesiące nie mógł występować z powodu konfliktu z władzami Igloopolu, które odmawiały przesłania jego karty zawodniczej. W sezonie 1992/93 grał w drużynie rezerw, zaliczając 1 ligowy występ w pierwszym zespole. CA All Boys zajęli pierwsze miejsce w Primera B Metropolitana, oznaczające promocję do Primera Nacional, jednak Süller nie otrzymał propozycji nowego kontraktu i opuścił klub.
Latem 1993 roku przeniósł się on do Club Almagro, gdzie rozegrał 10 spotkań w Pimera B Metropolitana. Następnie kontynuował karierę w CA San Miguel, Deportivo Armenio oraz Club Comunicaciones, w którym pełnił również rolę grającego szkoleniowca. Jego ostatnim klubem był CA General Lamadrid.

## Kariera trenerska
W 2000 roku, z powodu nagłej rezygnacji pierwszego szkoleniowca, Süller pełnił rolę grającego trenera Club Comunicaciones.

## Życie prywatne
Marcelo Süller jest adoptowanym synem Hugo i Nélidy Süllerów. Ma trójkę przyrodniego rodzeństwa: siostry Silvię (1958) i Normę (ur. 1966) oraz brata Guido (ur. 1961). Silvia jest popularną w Argentynie osobowością medialną i celebrytką. Ma ona na koncie m.in. pracę w roli modelki oraz tancerki kabaretowej, występy w programach rozrywkowych oraz nagrany w 1997 roku album pod nazwą Sullermanía. Guido jest znanym w kraju aktorem i prezenterem telewizyjnym.
Po zakończeniu kariery piłkarskiej Süller pracował jako prezenter telewizyjny w programach rozrywkowych typu talk-show. W 2003 roku był hospitalizowany wskutek nieudanej próby samobójczej. W 2017 roku Silvia w programie telewizyjnym Almorzando con Mirtha Legrand oskarżyła go o fizyczne znęcanie się nad nią oraz handel narkotykami, czemu zdecydowanie zaprzeczył on sam oraz ich rodzice.